# Cleveland Heights
Cleveland Heights est une ville située dans le comté de Cuyahoga, dans l'État de l'Ohio, aux États-Unis. Elle se trouve dans la banlieue de Cleveland. Lors du recensement de 2010, sa population s’élevait à 46 121 habitants. Sa superficie totale est de 21,06 km2.

## Histoire

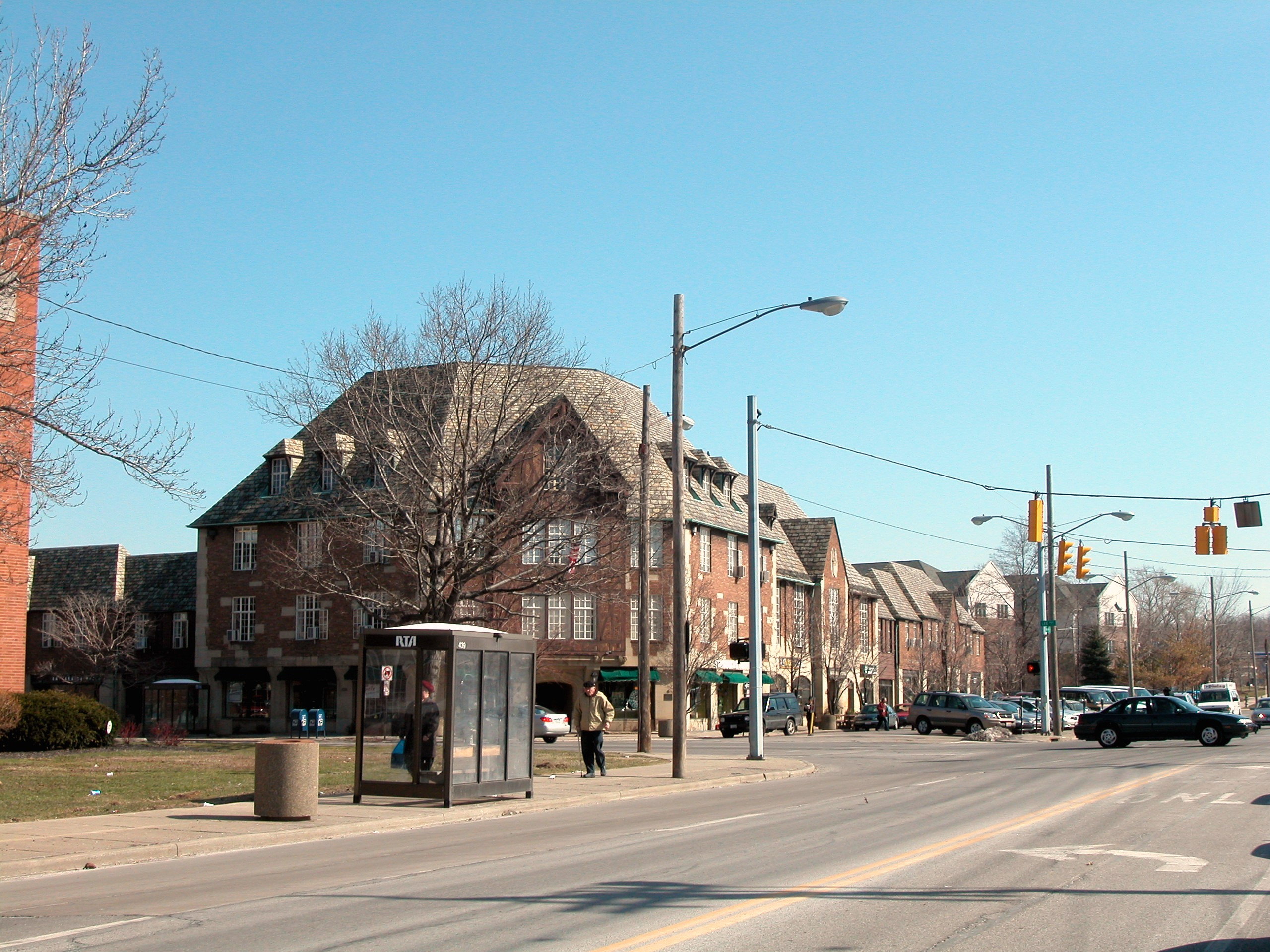
Vue du Rockefeller Building

Jusqu'à la fin des années 1800, la ville demeura largement boisée, avec quelques vergers, carrières et vignobles. L'U.S. Route 322 ne fût point construite jusqu'en 1828. Une partie du domaine fût divisée en fermes, mais il y avait également certaines carrières au XIXe siècle. L'une des premières carrières fût établie par Duncan McFarland qui mina du calcaire. Cela conduisit à la colonie qui s'est développée autour de la carrière pour que les travailleurs puissent y vivre et qui est appelée Bluestone (Français: Calcaire). Une route de ce nom y est toujours accessible.
En 1873, l'entrepreneur milliardaire John Davison Rockefeller racheta 280 hectares au sein desquels se situent East Cleveland et Cleveland Heights, avec un hôtel qu'il convertit en manoir pour sa famille à East Cleveland. Finalement, une partie de cette terre, à cheval sur les deux banlieues, fût transformée en lotissements résidentiels, et, en 1938, la famille fit don du domaine devenu le Forest Hill Park.
Le développement des tramways rendit le développement des banlieues bien loin des limites de la ville de Cleveland pour la première fois dans les années 1890,,. Vers 1890, un centre-ville commença à se former à ce qui est maintenant l'intersection de l'U.S. Route 322 et la Superior Road. La population de la zone encerclée par Cleveland Heights vota pour constituer un hameau en vertu de la loi de l'État en août 1900. La population d'environ 1 500 habitants augmenta rapidement et, en 1903, constitua un village,. Sa population était de 15 396 habitants en 1920 et constitua une ville le 9 août 1921. Entre 1920 et 1930, la population de Cleveland Heights tripla. En 1960, la population était de 61 813 habitants.
En 1890, l'entrepreneur milliardaire Patrick Calhoun acheta 1.2 km2 au sommet de Cedar Hill à proximité, et en 1893 établit la ville nouvelle d'Euclid Heights. En 1913, Barton R. Deming persuada Rockefeller d'entrer dans un contrat d'achat pour les 0.57 km2 anciennement loués à l'Euclid Golf Club  d'Euclid Heights, résultant en la fondation de la B.R. Deming Company afin de développer l'Euclid Golf Allotment. L'Euclid Golf Allotment fût ajouté au Registre national des lieux historiques en 2002.
En novembre 1926, l'établissement d'un nouveau quartier d'affaires à Taylor Road fût annoncé. Cela a donné lieu à de nombreuses maisons résidentielles et structures à usage mixte bâtis dans le style néo-Tudor, désormais connus comme le Quartier historique de Stadium Square.

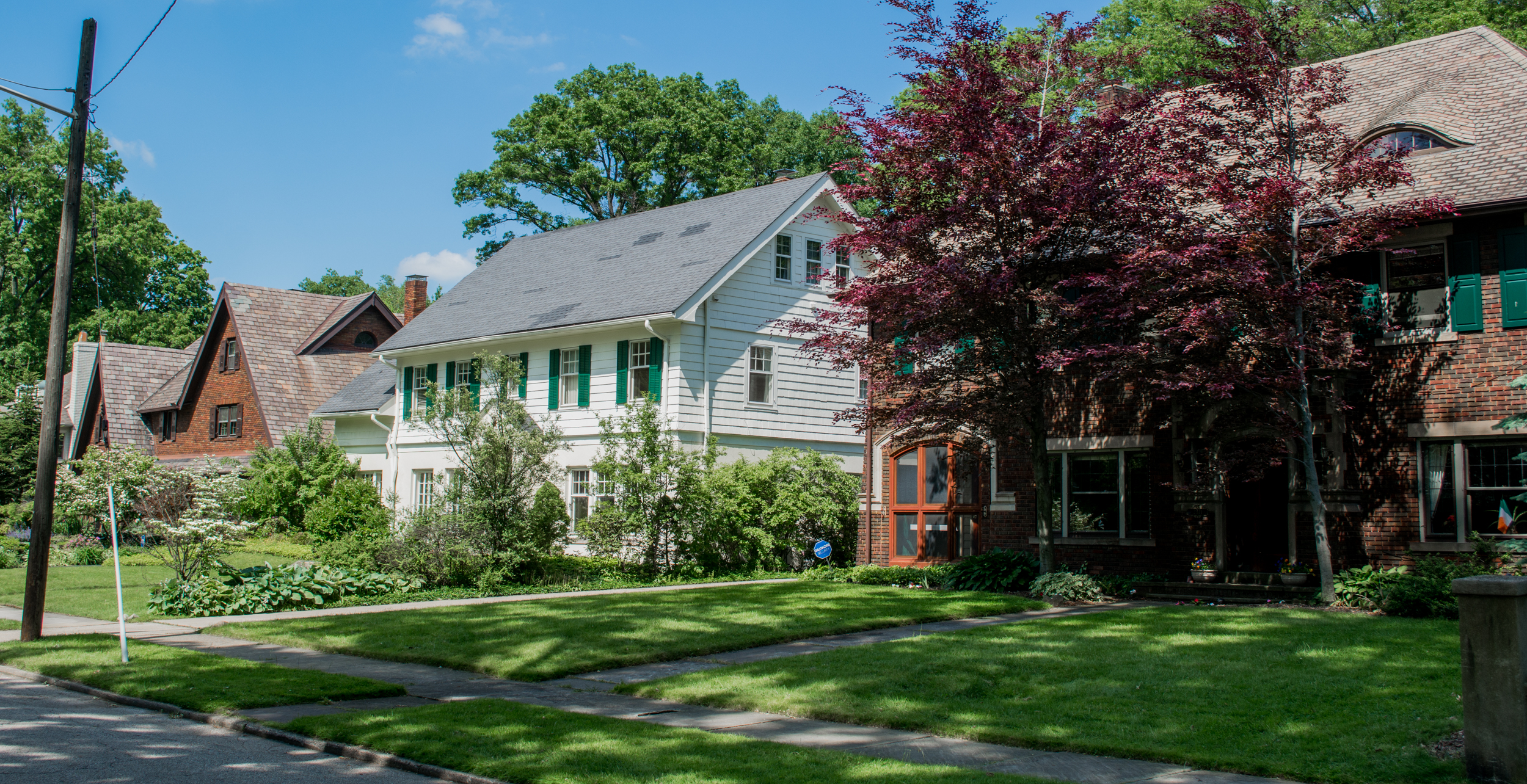
Woodmere Drive, Euclid Gold Allotment

Dans les années 1950, Cleveland Heights a vu le flot de nombreuses classes marchandes ainsi que de juifs professionnels quitter Cleveland, particulièrement les quartiers de Hough et Glenville. En 1961, 35% de la population juive du Comté de Cuyahoga vivait à Cleveland Heights. Bien que la population noire de Cleveland Heights représentait moins d'1% en 1960, en partie à cause des clauses restrictives, les Cleveland noirs commencèrent à emménager Cleveland Heights dans les années 1960 et 1970. Cela mena à la violence et la répression de certains citoyens blancs. Cependant, des associations telles que Heights Citizens For Human Rights et Heights Community Congress se formèrent afin de protester contre la violence envers les citoyens noirs, et d'encourager l'intégration dans la ville. 

## Géographie
Selon le Bureau du recensement des États-Unis, la superficie globale de la ville est de 21.06 km2, composée de 21 km2 de terre et de 0.05 km2 d'eau. Cleveland Heights est constitué de trois bassins versants, le Doan Brook Watershed, le Dugway Brook Watershed, ainsi que le Nine Mile Creek Watershed. Approximativement 50% de Cleveland Heights fait partie du Dugway Brook Watershed.

## Démographie

### 2020
En 2020, la ville recensait 45 312 habitants, en baisse de -2% par rapport à 2010,. En 2020, le taux de personnes d'un âge inférieur à 18 ans s'élève à 20,4%. À l'inverse, le taux de personnes d'âge supérieur à 60 ans est de 18,5%. En 2020, la commune comptait 113,7 pour 100 femmes.

### 2010
En 2010, la ville recensait 46 238 habitants, en chute de -7,45% par rapport à 2000. En 2010, le taux de personnes d'un âge inférieur à 18 ans s'élève à 22,3%. À l'inverse, le taux de personnes d'âge supérieur à 60 ans est de 13,5%. En 2010, la commune comptait un taux de 46,6% d'hommes pour un taux de 53,4% de femmes.

## Gouvernement
Cleveland Heights est gouverné par une charte de peuplement adoptée en 1921 et amendée en 1972, 1982, 1986 et 2019. Depuis 2019, la charte de peuplement de Cleveland Heights spécifia un gouvernement à gérance municipale, avec sept membres du conseil municipal élus pour un mandat de quatre ans. Le 5 novembre 2019, les électeurs de Cleveland Heights approuvèrent un amendement à la charte de peuplement afin qu'elle devienne un gouvernement maire-conseil avec le maire agissant comme directeur général de la ville. En vertu de la Charte modifiée, en novembre 2021, les électeurs de Cleveland Heights votèrent leur maire pour la première fois. Kahlil Seren fût élu afin d'être le premier maire directement élu de Cleveland Heights, et prêta serment le 1er janvier 2022.
L'actuel conseil municipal de la ville est composé du vice-président Craig Cobb, la présidente Melody Joy Hart, Davida Russell, Tony Cuda, Janine Boyd, Anthony Mattox, Jr., et Gail Larson.
Cleveland Heights est de source sûre démocrate. Six des sept membres actuels du conseil municipal sont démocrates. Lors de l'élection présidentielle américaine de 2008, Barack Obama (84.2%) vainquit John McCain (15%) tout en gagnant l'État, tandis que lors de l'élection présidentielle américaine de 2004, John Kerry (80.8%) vainquit George W. Bush (18.8%) dans la ville, mais était incapable de remporter l'État. En 2012, toute circonscription dans la ville était portée par Barack Obama. Même en 2016 et 2020, tandis que l'Ohio dans son ensemble devint républicain, Cleveland Heights vota vivement démocrate; Hillary Clinton (83.9%) vainquit Donald Trump (11.4%) et Joe Biden (85.1%) vainquit Donald Trump (13.1%).
Cleveland Heights se situe au sein du Onzième district congressionnel de l'Ohio, représenté par une membre du Congrès, Shontel Brown. Le Onzième district congressionnel de l'Ohio était anciennement représenté par la Secrétaire au Logement et au Développement urbain des États-Unis Marcia Fudge.
En 2003, les électeurs de Cleveland Heights approuvèrent un referendum pour établir le premier registre de partenariat domestique de l'Ohio.

## Environnement et parcs
En 1987, la ville de Cleveland Heights a été déclarée Territoire dénucléarisé.
Cleveland Heights possède sept parcs : Barbara H. Boyd Park, Cain Park, Cumberland Park, Denison Park, Forest Hill Park, Kenilworth Park ainsi que Turtle Park.

## Transport
La Greater Cleveland Regional Transit Authority fournit un service de bus dans la ville.

## Éducation
L'éducation publique dans la ville de Cleveland Heights est assurée par deux secteurs scolaires. La majeure partie de la ville est desservie par le Cleveland Heights–University Heights City School District (Secteur scolaire de Cleveland Heights - Université Heights), comprenant six écoles primaires, ainsi que deux collèges et le Lycée Cleveland Heights. Une petite partie située sur le côté nord-ouest de la ville se trouve dans l'East Cleveland City School District.

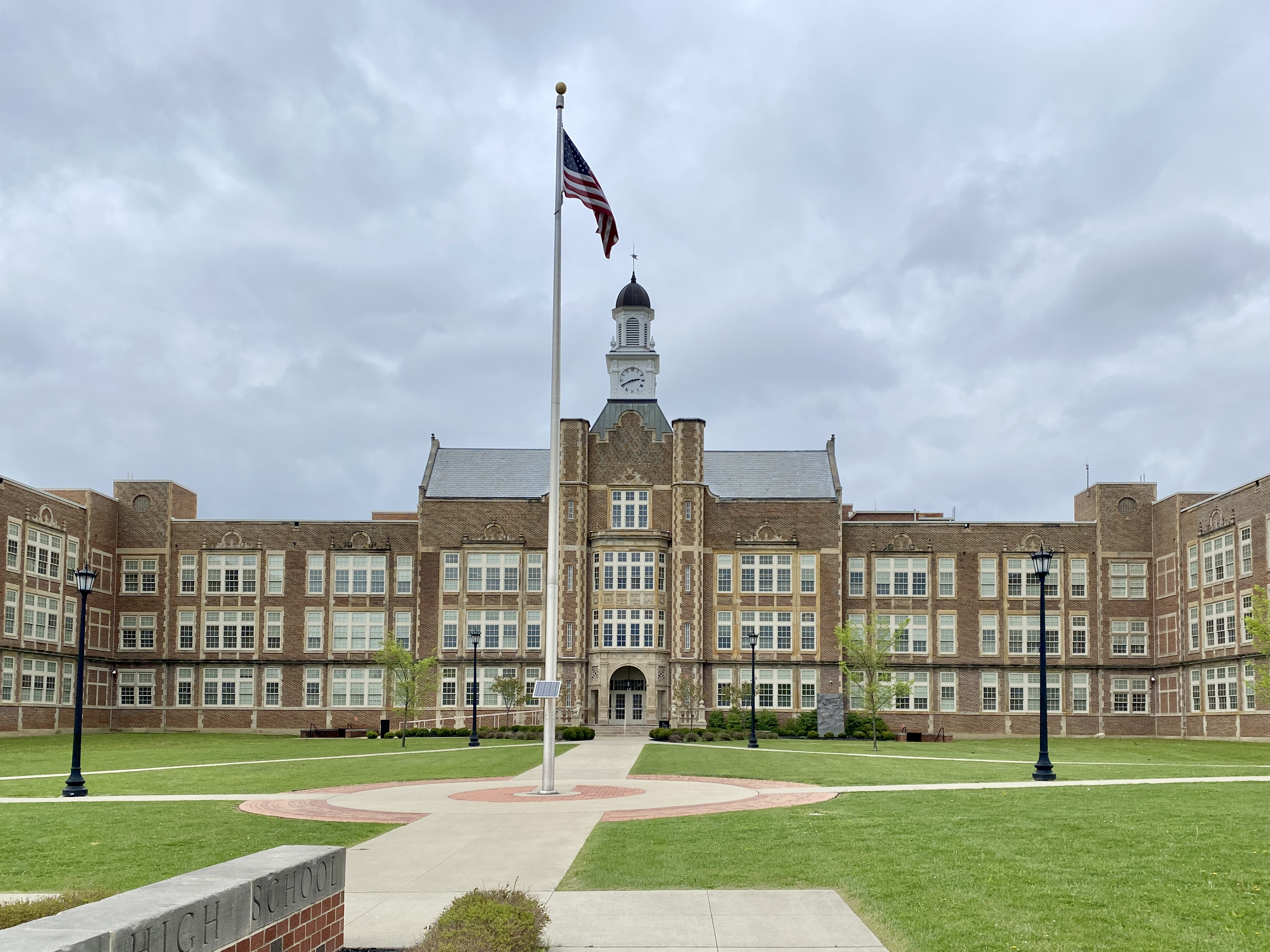
Cleveland Heights High School

Plusieurs écoles privées sont situées au sein de la ville, dont l'école Beaumont, le Lutheran High School East, Horizon Montessori, Ruffing Montessori, l'Académie hébraïque de Cleveland, Communion of Saints School, Mosdos Ohr Hatorah, et Yeshiva of Cleveland.

## Personnes notoires
- Gina Abercrombie-Winstanley[24], ancienne ambassadrice des États-Unis à Malte
- Hal Becker, écrivain[25]
- Jean Berko Gleason, psycholinguiste
- Chef Boyardee[26]
- Timothy Broglio, archevêque aux Forces armées des États-Unis[27]
- Martha Chase, généticienne ayant aidé à confirmer que l'ADN était la matière génétique de la vie via les Expériences de Hershey et Chase[28]
- Barry Cofield[29], joueur de la NFL, champion du Super Bowl XLII
- Chuck Cooper, acteur récipiendaire d'un Tony Award
- Christine De Vinne, présidente du Ursuline College
- Kevin Edwards, ancien jour de la NBA[30]
- Eric Fingerhut[29], président et PDG des Jewish Federations of North America (Fédérations juives d'Amérique du Nord), ancien PDG d'Hillel International, ancien membre du Congrès américain du nord-est de l'Ohio, ancien Sénateur de l'État de l'Ohio
- Jimmy Fox, fondateur de James Gang, batteur et organiste[31]
- Darrell Issa[29], membre du Congrès américain représentant la région de San Diego, Californie
- Jason Kelce[32], ancien joueur de la NFL pour les Eagles de Philadelphie
- Travis Kelce[33], joueur de la NFL pour les Chiefs de Kansas City
- Steve LaTourette[29], ancien membre du Congrès américain du nord-est de l'Ohio
- Clea Lewis, actrice
- Mike McGruder[29], joueur de la NFL pour les Patriots de la Nouvelle-Angleterre
- Mel Tucker[29], ancien entraîneur de football à l'Université d'État du Michigan
- Merton Franklin Utter, microbiologiste et biochimiste, mort à Clevenland Heights
- Bill Watterson, dessinateur américain et créateur de Calvin et Hobbes
- Sean Young, actrice américaine
- Debra Winger, actrice